# Clã Innes
O Clã Innes é um clã escocês da região das Terras Altas, Escócia.